# Malide

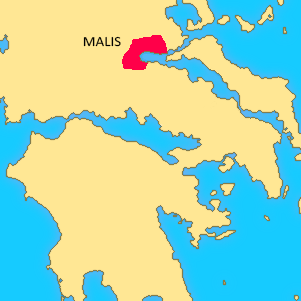
Localizzazione della Malide

La Malide (in greco antico Μαλὶς, Malis) era una piccola regione dell'antica Grecia, situata alla foce del fiume Spercheo, intorno al Golfo Maliaco, che da essa prende il nome.
Le città principali erano Trachis e Antela, dove sorgeva un importante tempio di Demetra, uno dei primi centri dell'Anfizionia delfica. Nel 426 a.C., i Mali chiesero aiuto a Sparta nella loro guerra contro gli Etei. Gli Spartani fondarono poi la città di Eraclea Trachinia, sul sito di Trachis. 
Nei decenni successivi, i mali furono sotto l'egemonia di Sparta, fino a quando non si ribellarono contro Sparta nella guerra di Corinto. In questa guerra, persero le terre a sud dello Spercheo, e Lamia divenne la nuova capitale. Durante le guerre persiane, i mali si schierarono dalla parte dei persiani e un malo, Efialte di Trachis, tradì gli spartani e i loro alleati nella battaglia delle Termopili, aiutando i persiani a circondare l'esercito greco. In seguito i mali divennero membri della Lega Corinzia e, nel 235 a.C., della Lega Etolica. Nel 189 a.C. furono uniti all'Acaia Ftiotide e da quel momento la Malide fu compresa nella Tessaglia.